# Dmitrij Zjitnikov

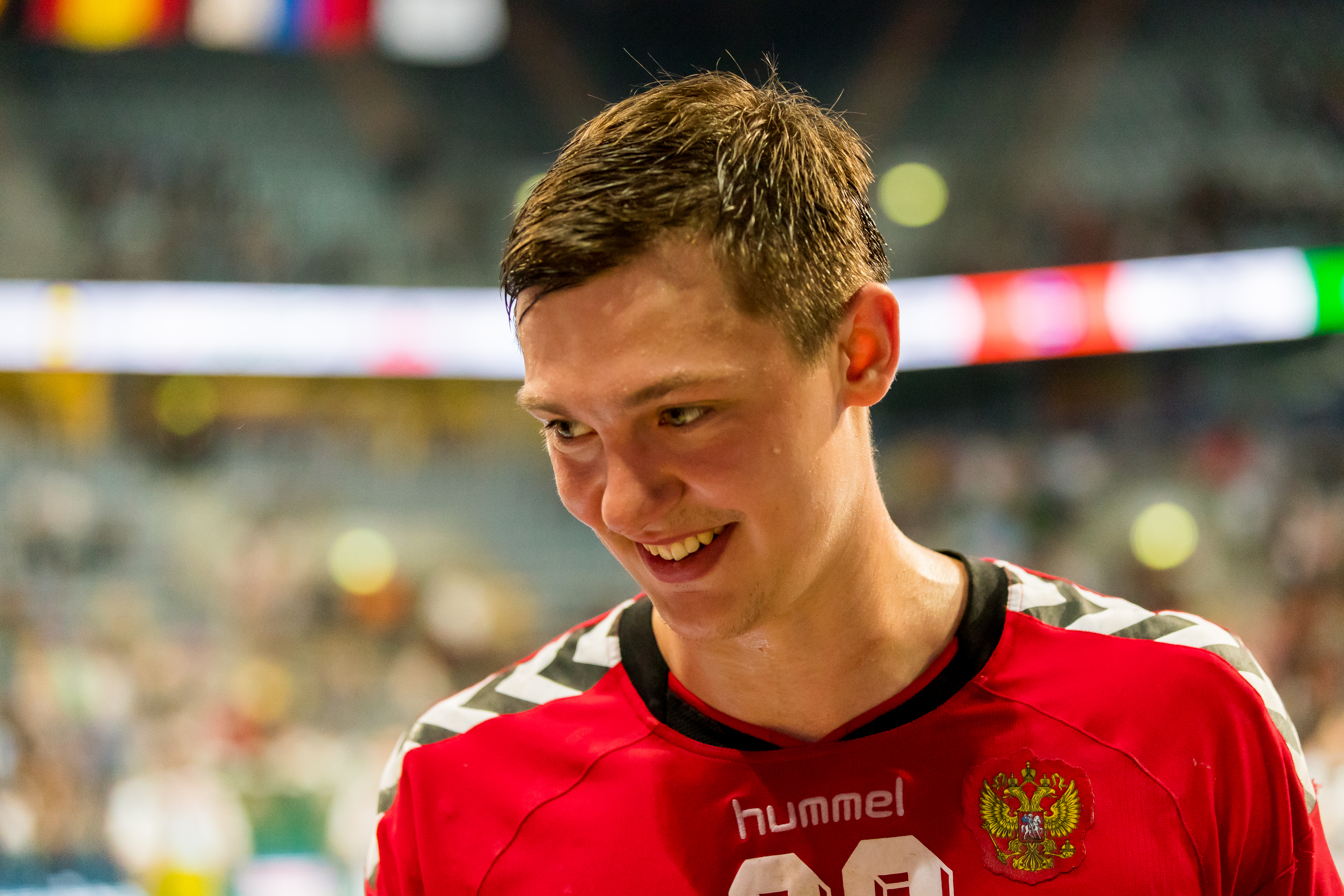
Dmitrij Zjitnikov, 2016.

Dmitrij Valerjevitj Zjitnikov (ryska: Дмитрий Валерьевич Житников), född 20 november 1989 i Zvolen, Tjeckoslovakien (nuvarande Slovakien), är en rysk handbollsspelare (mittnia).

## Klubbar
- GK Tjechovskije Medvedi (2010–2015)
- SPR Wisła Płock (2015–2017)
- SC Pick Szeged (2017–2021)
- SPR Wisła Płock (2021–)